# Apterapomecyna rufobrunnea
Apterapomecyna rufobrunnea là một loài bọ cánh cứng trong họ Cerambycidae.